# Wydział Prawa Uniwersytetu SWPS
Wydział Prawa Uniwersytetu SWPS w Warszawie– jeden z 4 warszawskich wydziałów Uniwersytetu SWPS. Został utworzony w 2009 roku. 
Wydział skupia profesorów należących do czołówki polskiego prawa, specjalistów cieszących się międzynarodowym uznaniem, praktyków z wieloletnim doświadczeniem. Dziekanem Wydziału Prawa w Warszawie jest dr hab. Marcin Asłanowicz, prof. Uniwersytetu SWPS.

## Studia
Działalność dydaktyczna
Wydział prowadzi studia jednolite magisterskie na kierunku prawo w trybie stacjonarnym i niestacjonarnym. W ofercie Wydziału znajdują się także studia I stopnia na kierunku Prawo w biznesie, na którym studenci zdobywają wiedzę na temat regulacji prawnych obrotu gospodarczego oraz organizacji i funkcjonowania przedsiębiorstw. Wydział prowadzi także seminaria doktoranckie.
Prawo na Uniwersytecie SWPS to jedyne studia prawnicze w Polsce wyróżnione przez Ministerstwo Nauki i Szkolnictwa Wyższego w konkursie na najlepsze programy kształcenia.

## Władze
Kadencja 2024–2028
- Dziekan – dr hab. Marcin Asłanowicz, prof. Uniwersytetu SWPS
- Prodziekan ds. dydaktycznych – dr hab. Sławomir Kursa, prof. Uniwersytetu SWPS
- Prodziekan ds. studenckich – dr Katarzyna Antolak-Szymanski

## Struktura[3]
Katedry, zakłady i organizacje studenckie
- Katedra Prawa Rzymskiego i Porównawczego - kierowana przez prof. dr hab Bronisława Sitka
- Katedra Prawa Prywatnego - kierowana przez dr hab. prof. Uniwersytetu SWPS Andrzeja Szlęzaka
- Katedra Prawa Publicznego i Międzynarodowego - kierowana przez prof. dr hab. Huberta Izdebskiego
- Katedra Prawa Karnego - kierowana przez prof. dr hab. Lecha Gardockiego
- Centrum Nauczania Prawa - kierowane przez dr hab. prof. Uniwersytetu SWPS Piotra Piesiewicza
- Studencka Poradnia Prawna - kierowana przez dr Katarzynę Antolak-Szymanski
- Organizacje studenckie
  - Samorząd Studentów Uniwersytetu SWPS w Warszawie
  - Koło Naukowe Praw Człowieka
  - Koło Naukowe Komparatystyki Prawniczej
  - Koło Naukowe Prawa Gospodarczego Publicznego
  - Koło Naukowe Prawa Handlowego i Podatkowego
  - Koło Naukowe Prawa Rodzinnego
  - Koło Naukowe Postępowania Cywilnego i Arbitrażu
  - Koło Naukowe Prawa Medycznego
  - Koło Naukowe Prawa Konstytucyjnego
  - Koło Nauk Penalnych
  - Koło Naukowe Praw Zwierząt
  - Studencki Naukowe Koło Penitencjarne

## Wyróżnienia
Według rankingu „Perspektyw” z 2021 r. wraz z Uniwersytetem Warszawskim i Uniwersytetem Jagiellońskim w Krakowie Uniwersytet SWPS otwiera listę najlepszych uczelni w kraju prowadzących studia na kierunku prawo.
Renomę Wydziału Prawa w Warszawie potwierdzają coroczne zestawienia dziennika „Rzeczpospolita”. W 2020 r. Wydział Prawa w Warszawie zajął 2. lokatę wśród niepublicznych ośrodków nauk prawnych. W kategorii „Jakość kształcenia” – 1. pozycję wśród wszystkich uczelni niepublicznych w Polsce. W 2024 Wydział Prawa w Warszawie USWPS na 3. miejscu w rankingu „Rzeczpospolitej”.

## Siedziba
Wydział mieści się w gmachu dawnej Fabryki Aparatów Elektrycznych Kazimierz Szpotańskiego przy ul. Chodakowskiej 19/31 na Kamionku.